# Cư Klông
Cư Klông là một xã thuộc huyện Krông Năng, tỉnh Đắk Lắk, Việt Nam.
Xã Cư Klông có diện tích 76,83 km², dân số năm 2003 là 4.036 người, mật độ dân số đạt 53 người/km².